# Blanca (film)
Blanca este un film românesc de basm de scurt-metraj din 1955 regizat de Mihai Iacob, Constantin Neagu. Rolurile principale au fost interpretate de actorii Silvia Popovici, Iurie Darie și Amza Pellea.
Inițial un film de diplomă, a fost preluat și finalizat de Studioul Cinematografic București. Filmul nu a fost difuzat în perioada comunistă, fiind acuzat de „misticism”. A fost difuzat după 1990 în cinemateci.

## Prezentare
Basm cinematografic inspirat de "Povestea teiului" și "Făt Frumos din tei" de Mihai Eminescu.
Filmul a fost conceput că film de diplomă, fiind preluat, dezvoltat și finalizat de Studioul Cinematografic București. A fost interzis la difuzare fiind acuzat de "misticism", fiind difuzat după 1989.

## Distribuție
Distribuția filmului este alcătuită din:
- Amza Pellea — Craiul
- Silvia Popovici — Blanca
- Draga Olteanu-Matei — Stareța
- Iurie Darie — Făt-Frumos
- Val Săndulescu — crainic